# Deacon White
James Laurie "Deacon" White (2 de dezembro de 1847 – 7 de julho de 1939) foi um jogador profissional de beisebol que foi uma das principais estrelas durante as primeiras duas décadas do esporte. O excepcional catcher dos anos 1870 durante o período de mãos sem luva, atuou em mais partidas do que qualquer outro jogador daquela década e foi a principal figura da conquista de cinco campeonatos consecutivos de 1873 até 1877 – três na National Association (NA), em que jogou durante toda a existência de cinco anos da liga, de 1871 até 1875, e dois na National League (NL), que foi formada e reconhecida como a primeira grande liga organizada de beisebol em 1876, parcialmente como resultado da mudança de White e outras três estrelas do Boston Red Stockings para o Chicago White Stockings. Embora já estivesse com 28 anos quando a NL foi estabelecida, White jogou 15 temporadas nesta liga, completando 23 anos de carreira sempre em alto nível de atuação